# NGC 6132
NGC 6132 é uma galáxia espiral (Sab) localizada na direcção da constelação de Hercules. Possui uma declinação de +11° 47' 12" e uma ascensão recta de 16 horas, 23 minutos e 38,7 segundos.
A galáxia NGC 6132 foi descoberta em 16 de Julho de 1876 por Édouard Jean-Marie Stephan.